# Birger Malmsten
Birger Malmsten (Gräsö, 23 dicembre 1920 – Stoccolma, 15 febbraio 1991) è stato un attore svedese.

## Biografia
Iniziò a dedicarsi al teatro alla fine degli anni trenta, e debuttò nel cinema nel 1940 con una piccola parte. Nel 1943 conobbe il regista Ingmar Bergman e iniziò con lui un lungo e proficuo sodalizio artistico. L'attore venne infatti diretto in molti lavori teatrali e diventò protagonista dei primi film del regista.
Nel 1951 sposò l'attrice Haide Göransson.
Dagli anni sessanta iniziò a lavorare anche per la televisione, prevalentemente nelle versioni per il piccolo schermo di spettacoli teatrali, e in seguito come protagonista di diverse serie di successo.

## Filmografia parziale
- Snurriga familjen (1940)
- General von Döbeln (1942)
- Ombyte av tåg (1943)
- Räkna de lyckliga stunderna blott, regia di Rune Carlsten (1944)
- Vi behöver varann (1944)
- Spasimo (Hets), regia di Alf Sjöberg (1944)
- Den allvarsamma liken (1945)
- Piove sul nostro amore (Det regnar på vår kärlek), regia di Ingmar Bergman (1946)
- La terra del desiderio (Skepp till India land), regia di Ingmar Bergman (1947)
- Eva, regia di Gustaf Molander (1948)
- Musica nel buio (Musik i mörker), regia di Ingmar Bergman (1948)
- Sete (Törst), regia di Ingmar Bergman (1949)
- La prigione (Fängelse), regia di Ingmar Bergman (1949)
- Verso la gioia (Till glädje), regia di Ingmar Bergman (1950)
- Un'estate d'amore (Sommarlek), regia di Ingmar Bergman (1950)
- Donne in attesa (Kvinnors väntan), regia di Ingmar Bergman (1952)
- Enhörningen, regia di Gustaf Molander (1955)
- Il silenzio (Tystnaden), regia di Ingmar Bergman (1963)
- Ann och Eve (1970)
- Det sista äventyret, regia di Jan Halldoff (1974)
- L'immagine allo specchio (Ansikte mot ansikte), regia di Ingmar Bergman (1976)
- Taboo, regia di Vilgot Sjöman (1977)
- Jönssonligan får guldfeber (1984)